# Samuel II Mamicônio
Samuel II Mamicônio (em armênio/arménio: Շմուել Բ Մամիկոնեանը; romaniz.: Shmuel II Mamikonian) foi nobre armênio do século VIII.

## Vida
Samuel é citado por Leôncio, o Vardapetes. Era talvez filho de Davi I e ocupou a posição de asparapetes. Lutou na Batalha de Bagrauandena contra os árabes do Califado Abássida e foi morto. Com sua morte, sua propriedade passa a seu sobrinho Asócio IV, deixando apenas Bagrauandena ao príncipe Sapor. Era sogro de Vaanes, o Punhal.